# L'Ombre d'une chance
Pour plus de détails, voir Fiche technique et Distribution.
L'Ombre d'une chance est un film français, réalisé par Jean-Pierre Mocky en 1974.

## Synopsis
À quarante ans, Mathias a quitté son emploi d'ingénieur pour devenir brocanteur et vit avec Sandra. Un jour, son fils Michel vient s'installer chez lui avec Odile, sa fiancée. Celle-ci s'éprend de Mathias et tente de le séduire. Mathias, pourtant amoureux de sa compagne, est ébranlé dans ses certitudes par cette fraîcheur, cette envie, tout en ne voulant pas faire plus de mal à son fils. La seule issue est tragique.

## Fiche technique
- Réalisation : Jean-Pierre Mocky
- Scénario : Jean-Pierre Mocky, André Ruellan, Alain Moury
- Adaptation et Dialogues : Jean-Pierre Mocky, André Ruellan
- Assistant réalisateur : Luc Andrieux, Patrick Le Bohec, Frédéric Le Pinday
- Production : Balzac Films
- Chef de production : Jean-Pierre Mocky
- Distribution : Les Films Jacques Leitienne
- Images : Marcel Weiss
- Opérateur : Paul Rodier, assisté de Christian Dupré
- Montage : Marie-Louise Barberot, Michel Saintourens
- Décors : Jean-Claude Riedel
- Son : Séverin Frankiel
- Musique : Eric Demarsan et un air d'opéra autrichien de Karl Zeller
- Photographe de plateau : Pierre Raffo
- Pellicule 35 mm, couleur
- Tournage à partir du 2 juillet 1973
- Année de production : 1973
- Durée : 1h35
- Genre : drame
- Visa d'exploitation : 41545
- Dates de sortie :
  - France :	13 février 1974
  - Belgique : 11 octobre 1974

## Distribution
- Jean-Pierre Mocky : Mathias Caral
- Robert Benoit : Michel Caral
- Jenny Arasse : Sandra
- Agnès Desroches : Huguette
- Marianne Eggerickx : Odile
- Roger Lumont : Burnous
- Rosine Young : Isabelle
- Marc Ulric : Fanfan
- Dany Weus : Gillespie
- Michel Bertay : Lutel
- Myriam Boyer : Sophie
- François Guilloteau : Serge Lacret
- Julien Thomast : Patrick
- Robert Lombard : Rombert
- Claude Guillaume : Madame Rombert
- Caroline Silhol : Blanche
- Juliette Faber : La mère de Sandra
- Jean-Claude Fal : Billy
- Martin Von Zweigbrek : Jaboulet
- Christian Chevreuse : Le flic
- Georges Lucas : L'huissier
- Maurice Vallier : L'inspecteur
- Jean-Michel Mole : Le satyre
- Jean Radfou : Un invité de Rombert
- Pierre Raffo : Un voisin
- Jean Cherlian : Le CRS
- Jean-Claude Romer : Le joueur de bonneteau au Mickey
- Francis Lefebvre